# Antsiranana
För andra betydelser, se Antsiranana (olika betydelser).

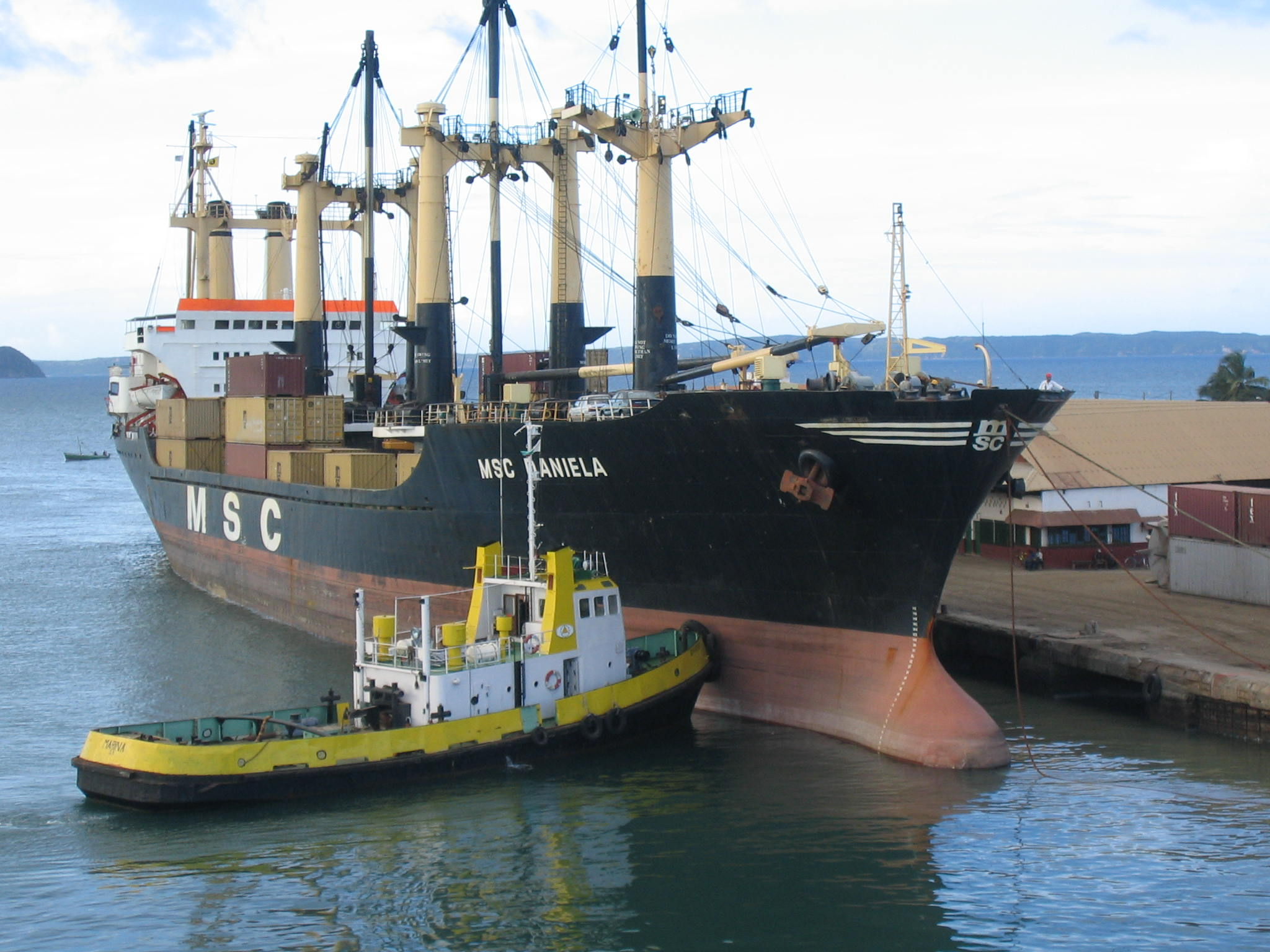
Containerfartyg i Antsirananas hamn.

Antsiranana (malagassiska: Antsiran̈ana, även: Antseranana, tidigare: Diégo-Suarez) är en stad och kommun i regionen Diana i den norra delen av Madagaskar. Kommunen hade 129 320 invånare vid folkräkningen 2018, på en yta av 71,90 km². Den ligger vid Antsirananabukten, cirka 760 kilometer norr om Antananarivo. Antsiranana är huvudort i regionen Diana och är en viktig hamnstad.

## Historia
Fram till 1975 hette staden Diégo-Suarez efter den portugisiske upptäcktsresanden Diogo Soares som besökte bukten 1543. Den 17 december 1885 tvingades Ranavalona III att erkänna Madagaskar som ett franskt protektorat och en flottbas etablerades kort därefter på mark strax söder om hamnen i Diego Suarez. Staden växte sedan fram runt basen. Franska flottan hade kvar en bas i Antsiranana fram till 1972.
Under andra världskriget var hamnen i Diego Suarez huvudmålet för Operation Ironclad, den inledande landstigningen under slaget om Madagaskar 1942. Hundratals brittiska soldater ligger begravda på en brittisk kyrkogård i centrala Antsiranana.

## Ekonomi
Den lokala ekonomin är beroende av skeppsvarven och omlastning av laster mellan kustfartyg och större fartyg. Stadens huvudindustri är skeppsbyggnad och reparation. Andra industriprodukter inkluderar tvål, salt, kemikalier, konserverad fisk, läsk och alkoholhaltiga drycker. Tack vare sin djupvattenhamn har Antsiranana också blivit en favorit för kryssningsfartyg som besöker staden mellan december och mars.